# Superliga Argentina de Fútbol de 2017–18
A Superliga Argentina de Fútbol de 2017–18 ou Campeonato Argentino de Futebol de 2017–18 (mas oficialmente conhecido como Superliga Argentina de Fútbol), foi a 89ª temporada e o 133º torneio da era profissional da Primeira Divisão do futebol argentino, organizada pela AFA. Após varias crises e dificuldades passados pelos clubes e a AFA, com um novo formato de liga, é disputado atualmente por 28 equipes e televisionado pela Fox Sports Latinoamérica. Na Argentina, pelo FOX Sports Premium e TNT Sports e no Brasil pelo Fox Sports Brasil.

## Classificação
Atualizado em 12 de Dezembro de 2018
| Pos | Equipes            | Pts | J  | V  | E  | D  | GM | GS | SG  | Classificação ou rebaixamento                    |
| --- | ------------------ | --- | -- | -- | -- | -- | -- | -- | --- | ------------------------------------------------ |
| 1   | Boca Juniors       | 58  | 27 | 18 | 4  | 5  | 50 | 22 | +28 | Fase de grupos da CONMEBOL Libertadores de 2019  |
| 2   | Godoy Cruz         | 56  | 27 | 17 | 5  | 5  | 45 | 24 | +21 | Fase de grupos da CONMEBOL Libertadores de 2019  |
| 3   | San Lorenzo        | 50  | 27 | 14 | 8  | 5  | 31 | 20 | +9  | Fase de grupos da CONMEBOL Libertadores de 2019  |
| 4   | Huracán            | 48  | 27 | 13 | 9  | 5  | 35 | 24 | +11 | Fase de grupos da CONMEBOL Libertadores de 2019  |
| 5   | Talleres           | 46  | 27 | 13 | 7  | 7  | 33 | 20 | +13 | Fase Preliminar da CONMEBOL Libertadores de 2019 |
| 6   | Independiente      | 46  | 27 | 13 | 7  | 7  | 29 | 19 | +10 | Classificados à CONMEBOL Sul-Americana de 2019   |
| 7   | Racing             | 45  | 27 | 13 | 6  | 8  | 46 | 32 | +14 | Classificados à CONMEBOL Sul-Americana de 2019   |
| 8   | River Plate        | 45  | 27 | 13 | 6  | 8  | 39 | 26 | +13 | Fase de grupos da CONMEBOL Libertadores de 2019  |
| 9   | Defensa y Justicia | 44  | 27 | 13 | 5  | 9  | 41 | 34 | +7  | Classificados à CONMEBOL Sul-Americana de 2019   |
| 10  | Unión de Santa Fe  | 43  | 27 | 11 | 10 | 6  | 33 | 23 | +10 | Classificados à CONMEBOL Sul-Americana de 2019   |
| 11  | Colón              | 41  | 27 | 11 | 8  | 8  | 32 | 22 | +10 | Classificados à CONMEBOL Sul-Americana de 2019   |
| 12  | Argentinos Juniors | 41  | 27 | 12 | 5  | 10 | 36 | 30 | +6  | Classificados à CONMEBOL Sul-Americana de 2019   |
| 13  | Belgrano           | 40  | 27 | 10 | 10 | 7  | 29 | 28 | +1  |                                                  |
| 14  | Vélez Sarsfield    | 38  | 27 | 10 | 8  | 9  | 31 | 32 | –1  |                                                  |
| 15  | Estudiantes        | 37  | 27 | 10 | 7  | 10 | 27 | 26 | +1  |                                                  |
| 16  | Atlético Tucumán   | 36  | 27 | 8  | 12 | 7  | 29 | 26 | +3  |                                                  |
| 17  | Banfield           | 35  | 27 | 9  | 8  | 10 | 27 | 24 | +3  |                                                  |
| 18  | San Martín         | 33  | 27 | 8  | 6  | 12 | 30 | 36 | –6  |                                                  |
| 19  | Patronato          | 33  | 27 | 8  | 9  | 10 | 26 | 32 | –6  |                                                  |
| 20  | Rosário Central    | 32  | 27 | 8  | 8  | 11 | 30 | 41 | –11 | Fase de grupos da CONMEBOL Libertadores de 2019  |
| 21  | Newell's Old Boys  | 301 | 27 | 8  | 6  | 13 | 23 | 28 | –5  |                                                  |
| 22  | Lanús              | 29  | 27 | 6  | 11 | 10 | 20 | 37 | –17 |                                                  |
| 23  | Gimnasia y Esgrima | 27  | 27 | 7  | 6  | 14 | 28 | 43 | –15 |                                                  |
| 24  | Tigre              | 24  | 27 | 4  | 12 | 11 | 26 | 33 | –7  |                                                  |
| 25  | Temperley          | 23  | 27 | 5  | 8  | 14 | 22 | 46 | –24 | Rebaixados à Primera B Nacional de 2018/2019     |
| 26  | Arsenal de Sarandí | 17  | 27 | 3  | 8  | 16 | 19 | 36 | –17 | Rebaixados à Primera B Nacional de 2018/2019     |
| 27  | Chacarita Juniors  | 16  | 27 | 3  | 7  | 17 | 23 | 42 | –19 | Rebaixados à Primera B Nacional de 2018/2019     |
| 28  | Olimpo             | 15  | 27 | 3  | 6  | 18 | 16 | 50 | –34 | Rebaixados à Primera B Nacional de 2018/2019     |

1 A equipe do Newell's Old Boys terá confirmada a perda de 3 pontos ao final do campeonato por não cumprir com suas obrigações contratuais. 

### Punição ao Newell's Old Boys
No dia 29 de novembro de 2017 foi decretado que o Newell's Old Boys perderia três pontos na classificação devido ao descumprimento de obrigações contratuais, tornando-se o primeiro clube de futebol da argentina a sofrer uma sanção sem que seja por razões esportivas . O clube devia até então cerca de 6.341.383,41 pesos argentinos (aproximadamente 358.269,12 dólares) a cinco jogadores (Joel Amoroso, Gabriel Báez, Víctor Figueroa, Eugenio Isnaldo e Raúl Villalba).

## Desempenho
Clubes que lideraram o campeonato ao final de cada rodada:
| Rodadas | Rodadas | Rodadas | Rodadas | Rodadas | Rodadas | Rodadas | Rodadas | Rodadas | Rodadas | Rodadas | Rodadas | Rodadas | Rodadas | Rodadas | Rodadas | Rodadas | Rodadas | Rodadas | Rodadas | Rodadas | Rodadas | Rodadas | Rodadas | Rodadas | Rodadas | Rodadas |
| ------- | ------- | ------- | ------- | ------- | ------- | ------- | ------- | ------- | ------- | ------- | ------- | ------- | ------- | ------- | ------- | ------- | ------- | ------- | ------- | ------- | ------- | ------- | ------- | ------- | ------- | ------- |
| 1       | 2       | 3       | 4       | 5       | 6       | 7       | 8       | 9       | 10      | 11      | 12      | 13      | 14      | 15      | 16      | 17      | 18      | 19      | 20      | 21      | 22      | 23      | 24      | 25      | 26      | 27      |
| TAL     | VEL     | BOC     | BOC     | BOC     | BOC     | BOC     | BOC     | BOC     | BOC     | BOC     | BOC     | BOC     | BOC     | BOC     | BOC     | BOC     | BOC     | BOC     | BOC     | BOC     | BOC     | BOC     | BOC     | BOC     | BOC     | BOC     |

Clubes que ficaram na última posição do campeonato ao final de cada rodada:
| Rodadas | Rodadas | Rodadas | Rodadas | Rodadas | Rodadas | Rodadas | Rodadas | Rodadas | Rodadas | Rodadas | Rodadas | Rodadas | Rodadas | Rodadas | Rodadas | Rodadas | Rodadas | Rodadas | Rodadas | Rodadas | Rodadas | Rodadas | Rodadas | Rodadas | Rodadas | Rodadas |
| ------- | ------- | ------- | ------- | ------- | ------- | ------- | ------- | ------- | ------- | ------- | ------- | ------- | ------- | ------- | ------- | ------- | ------- | ------- | ------- | ------- | ------- | ------- | ------- | ------- | ------- | ------- |
| 1       | 2       | 3       | 4       | 5       | 6       | 7       | 8       | 9       | 10      | 11      | 12      | 13      | 14      | 15      | 16      | 17      | 18      | 19      | 20      | 21      | 22      | 23      | 24      | 25      | 26      | 27      |
| CHA     | TEM     | ARS     | ARS     | OLI     | OLI     | OLI     | TEM     | TEM     | ARS     | ARS     | ARS     | ARS     | ARS     | ARS     | ARS     | ARS     | ARS     | ARS     | OLI     | OLI     | OLI     | OLI     | OLI     | OLI     | OLI     | OLI     |

## Estatísticas
Atualizado 15 de maio de 2018
| Pos. | Jogador          | Time                   | Gols |
| ---- | ---------------- | ---------------------- | ---- |
| 1    | Santiago García  | Godoy Cruz             | 17   |
| 2    | Lautaro Martínez | Racing                 | 13   |
| 2    | Sebastián Ribas  | Patronato              | 13   |
| 4    | Franco Soldano   | Unión de Santa Fe      | 11   |
| 5    | Fernando Márquez | Defensa y Justicia     | 10   |
| 5    | Ramón Ábila      | Huracán - Boca Juniors | 10   |
| 5    | Javier Corrêa    | Godoy Cruz - Colón     | 10   |
| 5    | Ignacio Scocco   | River Plate            | 10   |

| Pos. | Jogador        | Time               | Assistências |
| ---- | -------------- | ------------------ | ------------ |
| 1    | Cristian Pavón | Boca Juniors       | 11           |
| 2    | Matías Vargas  | Vélez Sarsfield    | 10           |
| 3    | Lucas Gamba    | Unión de Santa Fe  | 7            |
| 3    | Leonardo Gil   | Rosário Central    | 7            |
| 3    | Pablo Mouche   | Banfield           | 7            |
| 3    | Brahian Alemán | Gimnasia y Esgrima | 7            |

## Premiação
| Superliga Argentina de Fútbol de 2017–18 |
| Argentina                                |
| ---------------------------------------- |
| Boca Juniors Campeão (27º título)        |